# 圣雅各伯圣殿 (布拉格)
圣雅各伯圣殿 是捷克首都布拉格布拉格老城内的一座罗马天主教。
该堂最初由方济各会建于13世纪，原为哥特式建筑风格。旧堂在1689年毁于大火。 

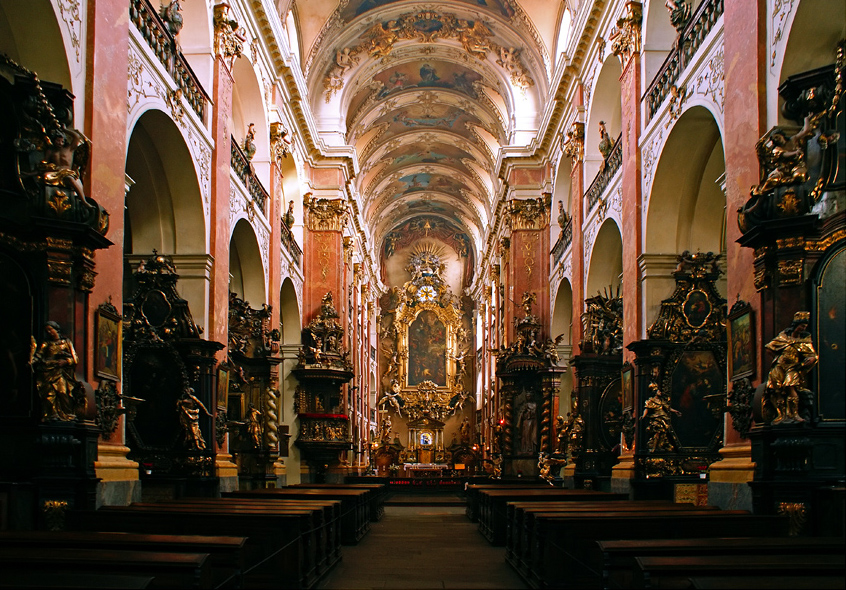
内部

该堂重建时，使用了巴洛克建筑风格，并增加了20个祭台，多位艺术家创作了祭台画。1702年，该堂安装了管风琴。1974年，该堂被教宗保禄六世封为宗座圣殿。 
该堂是米特凡斯伯爵弗拉迪斯拉夫的墓地
。他实际上是被活埋的。墓穴入口右侧有一只已有400年历史的前臂木乃伊，属于一名试图偷盗圣母像上宝石的小偷。传说圣母显灵，抓住了小偷的手臂，然后修士门砍下了这只手臂。

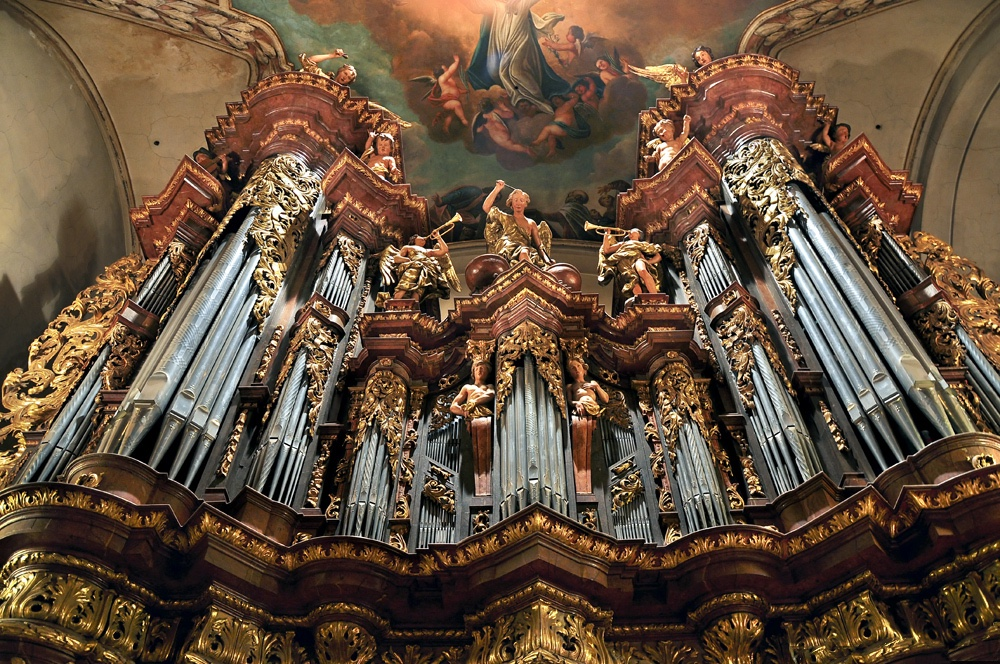
管风琴